# Drei Chinesen mit dem Kontrabass
 (septembre 2023).
Si vous disposez d'ouvrages ou d'articles de référence ou si vous connaissez des sites web de qualité traitant du thème abordé ici, merci de compléter l'article en donnant les références utiles à sa vérifiabilité et en les liant à la section « Notes et références ».
Drei Chinesen mit dem Kontrabass est une chanson enfantine en allemand. Le titre signifie « Trois Chinois avec la contrebasse ». Elle est construite de la même façon que Buvons un coup, ma serpette est perdue, c'est-à-dire qu'une fois le premier couplet chanté,  une voyelle donnée (qui change après chaque couplet) remplace toutes les voyelles du couplet. Il existe plusieurs versions de cette chanson avec différentes voyelles utilisées ou chantée sur une mélodie alternative.

## Paroles
Drei Chinesen mit dem Kontrabass       

  Sassen auf der Strasse und erzählten sich was.    

  Da kam die Polizei, fragt « Was ist denn das? »   

  Drei Chinesen mit dem Kontrabass.                

  Dra Chanasan mat dam Kantrabass

  Sassan af dar Strassa and arzahltan sach was.

  Da kam da Palaza, fragt « Was ast dann das? »

  Dra Chanasan mat dam Kantrabass.

  Dre Chenesen met dem Kentrebess

  (etc.)

  Trois Chinois avec une contrebasse

  sont assis dans la rue et bavassent.

  Alors la police vint et dit : « Qu'est-ce qui se passe ? »

  Trois Chinois avec une contrebasse.

## Partition et mélodie

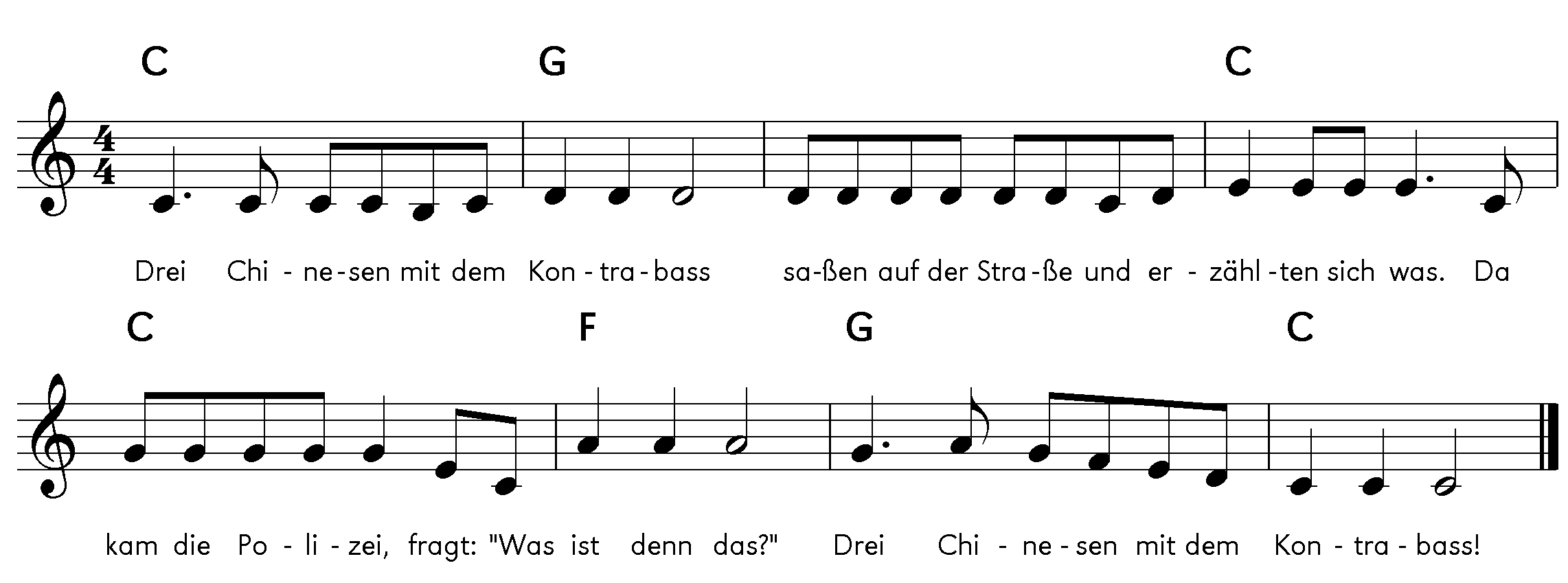

Il existe d'autres versions de cette chanson.